# Skinhead Attitude
Skinhead Attitude es un documental de 2003 sobre la subcultura de los cabezas rapadas, dirigido por Daniel Schweizer, director de las películas White Terror y Skin o muerte.

## Sinopsis
Este reportaje perfila los cuarenta años de historia de la subcultura skinhead, que comienza con las versiones más recientes de la cultura. 
Uno de los asuntos que analiza el documental, es el componente político, que va desde los pensamientos de extrema derecha, a los totalmente opuestos de extrema izquierda. La película describe la transformación y radicalización de esta subcultura juvenil.